# Прыжки в воду на Европейских играх 2015

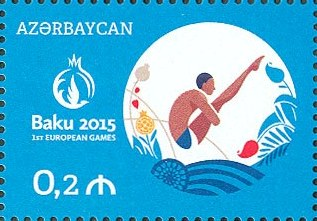
Прыжки в воду на почтовой марке Азербайджана, посвящённой Европейским играм 2015

Соревнования по прыжкам в воду на Европейских играх 2015 прошли в столице Азербайджана, в городе Баку, во Дворце водных видов спорта. 

## Календарь
| ЦО | Церемония открытия | ● | Квалификации | 2 | Финалы соревнований | ЦЗ | Церемония закрытия |

| Июнь          | Июнь          | 12 Пт | 13 Сб | 14 Вс | 15 Пн | 16 Вт | 17 Ср | 18 Чт | 19 Пт | 20 Сб | 21 Вс | 22 Пн | 23 Вт | 24 Ср | 25 Чт | 26 Пт | 27 Сб | 28 Вс | Медали |
| ------------- | ------------- | ----- | ----- | ----- | ----- | ----- | ----- | ----- | ----- | ----- | ----- | ----- | ----- | ----- | ----- | ----- | ----- | ----- | ------ |
| Прыжки в воду | Прыжки в воду |       |       |       |       |       |       | 2     | 2     | 2     | 2     |       |       |       |       |       |       |       | 8      |

## Медали

### Мужчины

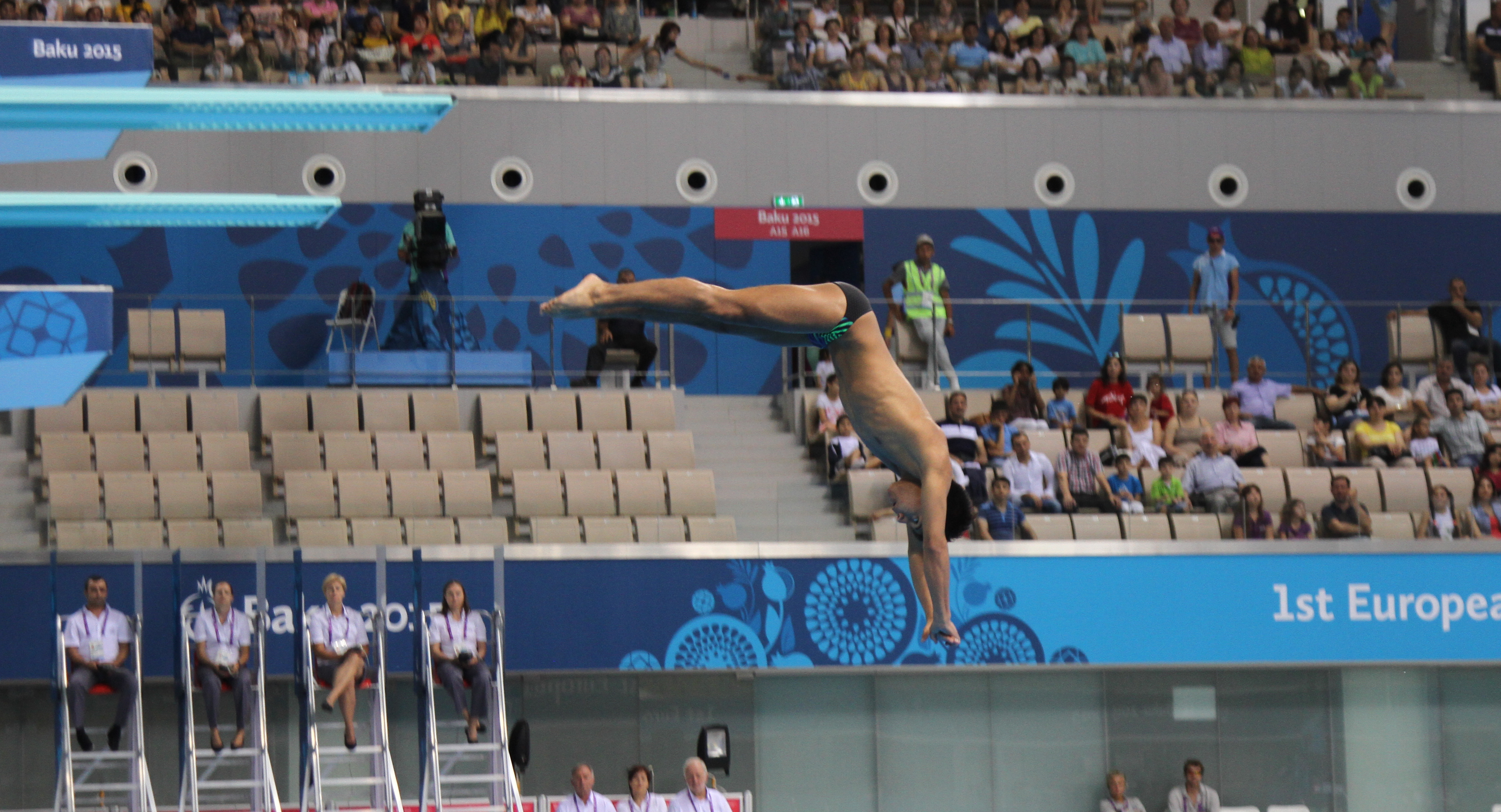
Мартин Кристенсен из Дании соревнуется в прыжках в воду

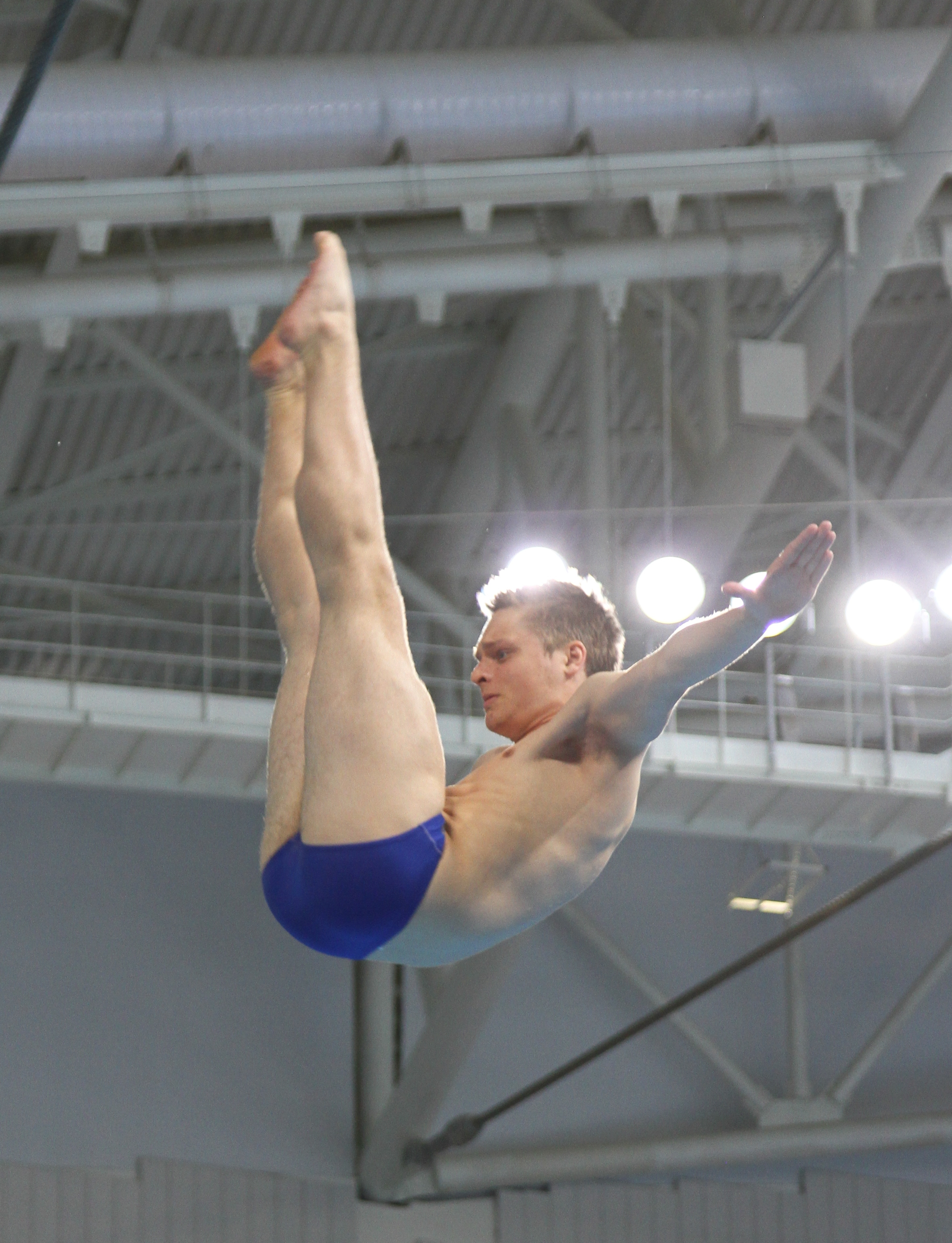
Джуо Джунттила из Финляндии соревнуется в прыжках в воду

| Дисциплина               | Золото                                   | Серебро                                     | Бронза                                   |
| ------------------------ | ---------------------------------------- | ------------------------------------------- | ---------------------------------------- |
| Трамплин, 1 м            | Никита Шлейхер Россия                    | Илья Молчанов Россия                        | Джеймс Хитли Великобритания              |
| Трамплин, 3 м            | Джеймс Хитли Великобритания              | Руслан Адриано Кристофори Италия            | Илья Молчанов Россия                     |
| Синхронный трамплин, 3 м | Россия · Илья Молчанов · Никита Николаев | Великобритания · Джеймс Хитли · Росс Хэслэм | Германия · Фритьоф Зайдель · Нико Херцог |
| Вышка, 10 м              | Мэттью Ли Великобритания                 | Никита Шлейхер Россия                       | Алексис Жандар Франция                   |

### Женщины
| Дисциплина               | Золото                                           | Серебро                                | Бронза                                       |
| ------------------------ | ------------------------------------------------ | -------------------------------------- | -------------------------------------------- |
| Трамплин, 1 м            | Мария Полякова Россия                            | Луиза Штавкцински Германия             | Диана Шелестюк Украина                       |
| Трамплин, 3 м            | Кэтрин Торрэнс Великобритания                    | Екатерина Некрасова Россия             | Заскиа Эттингхаус Германия                   |
| Синхронный трамплин, 3 м | Германия · Луиза Штавкцински · Заскиа Эттингхаус | Россия · Мария Полякова · Елена Черных | Украина · Диана Шелестюк · Маргарита Джусова |
| Вышка, 10 м              | Луис Тоулсон Великобритания                      | Анна Чуйнышева Россия                  | Элена Вассен Германия                        |